# さっぽろ映画祭
さっぽろ映画祭（SAPPORO FILM FESTIVAL）は、北海道札幌市で行われている映画祭。

## 概要
札幌市に国際映画祭を作りたいという意図で1982年に開始。毎年初夏に行われていたが、1987年をもって一旦休止。映画誕生100年を迎えた1995年に「さっぽろ映画祭リターンズ」として再開。2000年からは開催時期を11月に繰り下げ「さっぽろ映画祭」に名称を戻し、2008年で通算20回目を迎えたが、それ以降は開催されていない。

## 歴史
※館名はいずれも開催当時のもの。

### 第1回 (1982年)
- 開催日：1982年5月15日～5月28日
- 開催場所：東映パラス2
- 主な上映作品：『海潮音』『とりたての輝き』『野菊の墓』『セーラー服と機関銃』『イレイザー・ヘッド』『殺しのドレス』
- 主なゲスト：原田芳雄、根岸吉太郎、相米慎二、四方田犬彦、井筒和幸、矢崎仁司

### 第2回 (1983年)
- 開催日：1983年5月18日～5月27日
- 開催場所：シネマ5、シネマロキシ

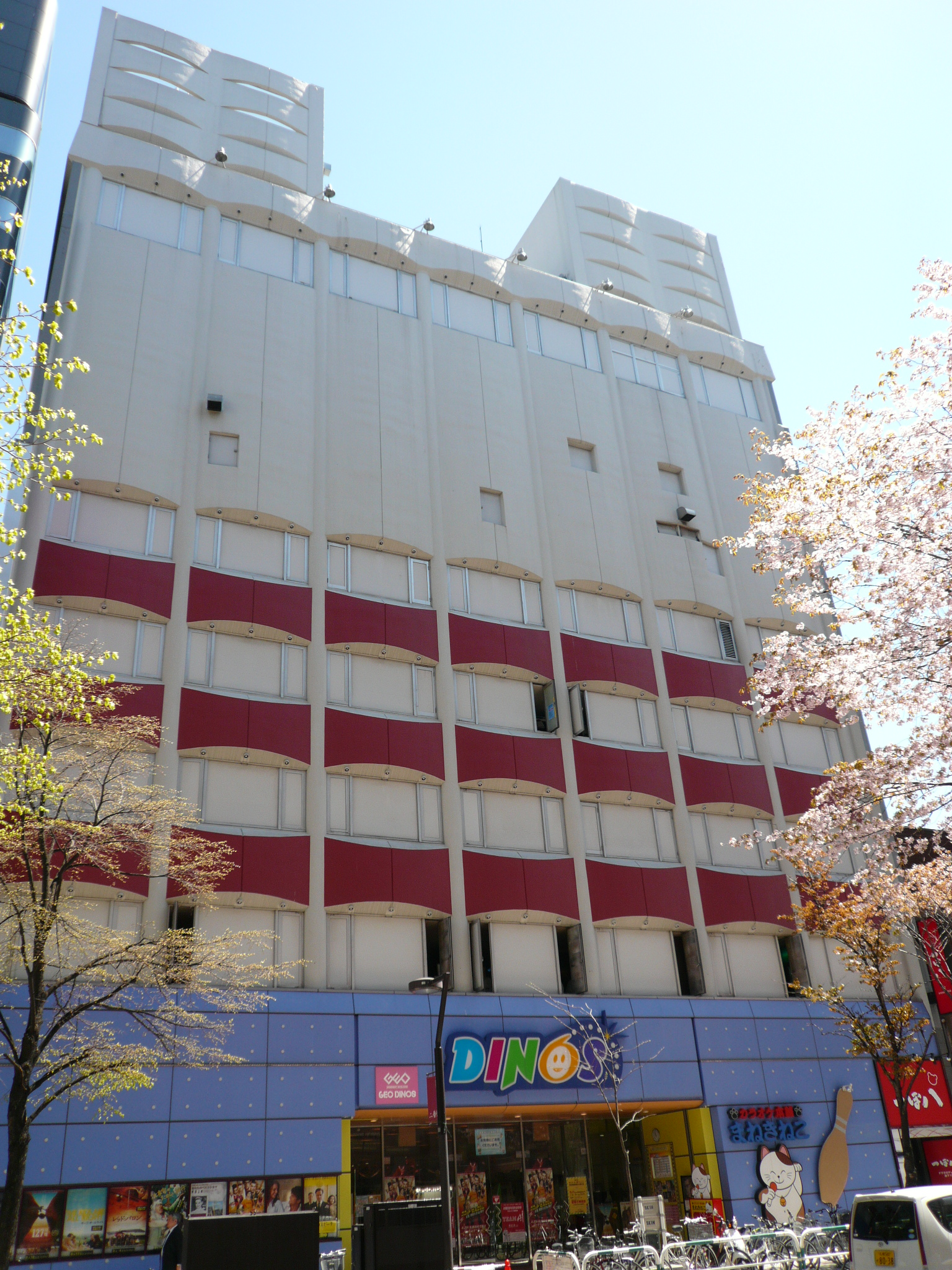
札幌スガイビル（現：ディノス札幌中央）。第2・4・6回目のさっぽろ映画祭はこのビル内の映画館で開催されていた。

- 主な上映作品：『ミッドナイトクロス』『TATOO有り』『水のないプール』『愛と希望の街』『アレクサンダー大王』
- 主なゲスト：高橋伴明、長崎俊一、山根貞夫、かわなかのぶひろ

### 第3回 (1984年)
- 開催日：1984年6月17日～6月29日
- 開催場所：ニコー劇場
- 主な上映作品：『時をかける少女』『1900年』『ガープの世界』『ジャングルの村』『皆殺しの霊歌』『魚影の群れ』
- 主なゲスト：原田知世、角川春樹、川島透、加藤泰、相米慎二、西岡啄也

### 第4回 (1985年)
- 開催日：1985年5月29日 - 6月10日
- 開催場所：グランドシネマ
- 主な上映作品：『台風クラブ』『Wの悲劇』『大人は判ってくれない』『カメレオン・マン』『風の谷のナウシカ』『風吹くよき日』
- 主なゲスト：柴田恭兵、ジョニー大倉、石井聰互、澤井信一郎、黒沢清、相米慎二、上野昻志

### 第5回 (1986年)
- 開催日：1986年6月26日 - 7月10日
- 開催場所：角川シアター
- 主な上映作品：『友よ静かに瞑れ』『ラブホテル』『ペイルラルダー』『天使のたまご』『浪人街』『ハンガリアン狂詩曲』
- 主なゲスト：崔洋一、押井守、森﨑東、相米慎二、李長縞、山川直人

### 第6回 (1987年)
- 開催日：1987年　6月21日 - 7月4日
- 開催場所：シネマアポロン
- 主な上映作品：『ざ・鬼太鼓座』『天空の城ラピュタ』『野ゆき山ゆき海べゆき』『ラルカ』『さよなら再見』『浮草』
- 主なゲスト：洞口依子、山根貞夫、大林宣彦、大林恭子、葉金勝、宮川一夫、山本政志

### 第7回（さっぽろ映画祭リターンズ’95）
- 開催日：1995年7月1日
- 開催場所：東宝公楽
- 主な上映作品：『119』『棒の哀しみ』『Undo』『つきせぬ想い』『北京バスターズ』『プロジェクトS』
- 主なゲスト：竹中直人

#### 番外『Happy Birthday Cinema 100』
- 開催日：1995年12月28日
- 開催場所：シネマミレ、シネマポニー
- 主な上映作品：『青春神話』『勝手に死なせて!』
- 主なゲスト：蔡明亮、李康生、水谷俊之

### 第8回『さっぽろ映画祭リターンズ’96』
- 開催日：1996年　6月14日～6月15日
- 開催場所：松竹遊楽館
- 上映作品：『好男好女』『天使の涙』『ロマンス』『アキュムレーター1』『ワンス・ウォリアーズ』『金玉満堂決戦!炎の料理人』
- ゲスト：侯孝賢、朱天文、長崎俊一

### 第9回『さっぽろ映画祭リターンズ’97』
- 開催日：1997年　6月27日～6月30日
- 開催場所：松竹遊楽館、教育文化会館、共済ホール
- 上映作品：『永遠なる帝国』『三毛猫ホームズの推理ディレクターズカット』『百一夜』『NUMANITE』『サワダ』他
- ゲスト：朴鐘元、手塚眞、大林宣彦、大林恭子、大塚康生、五十嵐匠

### 第10回『さっぽろ映画祭リターンズ’98』
- 開催日：1998年　7月3日～7月5日
- 開催場所：松竹遊楽館、大谷会館ホール
- 上映作品：『アンラッキー・モンキー』『ライヤー』『冷たい血』『あの胸にもういちど』『ブレード／刀』『ルイズその旅立ち』他
- ゲスト：藤原智子

### 第11回『'99 さっぽろ映画祭リターンズ・ファイナル』
- 開催日：1999年　7月2日～7月3日
- 開催場所：松竹遊楽館
- 上映作品：『八月のクリスマス』『変態家族兄貴の嫁さん』『マドモアゼルaGoGo』『洗濯機は俺にまかせろ』他
- ゲスト：周防正行、ホ・ジノ、サエキけんぞう、篠原哲雄

### 第13回 (2000年)
- 開催日：2000年11月17日～11月24日
- 開催場所：東映パラス、シネスイッチ札幌、EVENT SPACE EDIT
- 主な上映作品：『風花』『グィネビア』『アイアン・ジャイアント』『ヒート・アフター・ダーク』『火星のわが家』
- 主なゲスト：相米慎二、廣木隆一、及川善弘、中丸シオン、鈴木重子、川本三郎

### 第14回 (2001年)
- 開催日：2001年11月1日～11月5日
- 開催場所：アーバンホール、北海道厚生年金会館
- 主な上映作品：『歩く、人』『理髪店主のかなしみ』『スパイキッズ』『怪獣大決戦ヤンガリー』『リムジンドライブ』
- 主なゲスト：小林政広、緒形拳、廣木隆一、田口トモロヲ、河森正治、須之内美帆子、ひふみかおり

### 第15回 (2002年)

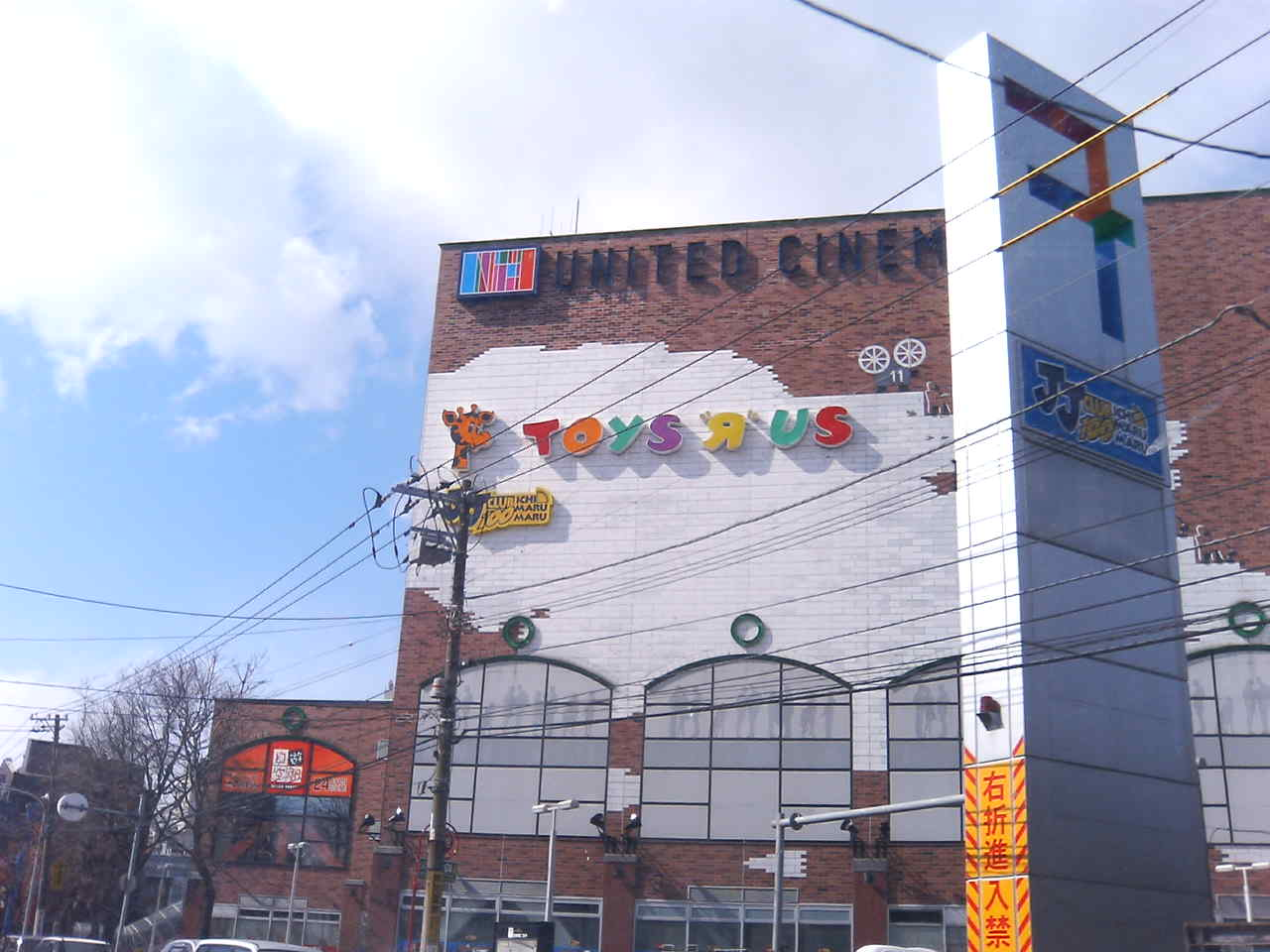
第15回から第18回までの会場に使用されたユナイテッド・シネマ札幌（旧パラマウント・ユニバーサルシネマ11。サッポロファクトリー一条館内）

- 開催日：2002年11月10日～11月15日
- 開催場所：パラマウント・ユニバーサル シネマ11
- 主な上映作品：『運命の女』『ラスト・キャッスル』『SABU 〜さぶ〜』『完全なる飼育 香港情夜』『組葬』『アイノウタ』
- 主なゲスト：三村渉、安藤希、山本政志、香月秀之、高田宏太郎、廣木隆一、大森南朋

### 第16回 (2003年)
- 開催日：2003年11月2日～11月7日
- 開催場所：パラマウント・ユニバーサル シネマ11
- 主な上映作品：『フォーン・ブース』『ブルース・オールマイティ』『グループ魂のできんきまむし』『ガメラ4 真実』『MUSA -武士-』『マニトの靴、黄龍 イエロードラゴン』『24-TWENTY FOUR-』『デコトラの鷲（しゅう） 祭りばやし』『実録ヒットマン』
- 主なゲスト：林家しん平、哀川翔、藤田秀幸、阿部サダヲ、新山千春、誠直也、武藤敬司、嘉門洋子、島本和彦、林海象

### 第17回 (2004年)
- 開催日：2004年11月2日～11月7日
- 開催場所：ユナイテッド・シネマ札幌　アーバンホール
- 主な上映作品：『エイリアンVSプレデター』『シリコンバレーを抜け駆けろ!』『17歳の処方箋』『デコトラの鷲 会津･喜多方・人情街道』『リザレクション』『理由』『ターミナル』『あゝ!一軒家プロレス』『ウルトラマソ刑事』『鮫肌男と桃尻女』
- 主なゲスト：哀川翔、遠藤憲一、大林宣彦、我修院達也、久保直樹、高橋がなり、ピエール瀧、宮崎淳、安田顕

### 第18回 (2005年)
- 開催日：2005年11月2日～11月6日
- 開催場所：ユナイテッド・シネマ札幌、アーバンホール、ディノスシネマ
- 主な上映作品：『大停電の夜に』『ダーク・ウォーター』『イントゥ・ザ・ブルー』『涙石の恋 ジェニファ』『HAZARD』『紀子の食卓』『ワンダフル デイズ』『バス男』 『マイ・ボス マイ・ヒーロー』
- 主なゲスト：哀川翔、豊川悦司、園子温、楳図かずお、遠山景織子、島本和彦、林海象、佐野史郎、貫地谷しほり

### 第19回 (2006年)
- 開催日：2006年11月9日～11月12日
- 開催場所：サンピアザ劇場、イベントスペースEDiT
- 主な上映作品：『リアルメン・スタンド!』『太陽の傷』『気球クラブ、その後』『ゴーヤーちゃんぷるー』『アニムスアニマ』
- 主なゲスト：萩原聖人、哀川翔、佐藤藍子、園子温、戸梶圭太

### 第20回 (2008年)
- 開催日：2008年11月1日～3日
- 開催場所：第一会場STVホール、第二会場STV特設ホール
- 主な上映作品：『探偵事務所5 カインとアベル』『俺たちの明日』『革命前夜』『はじめての家出』『トラ・コネ』『深海獣レイゴー』『ニュータイプ ただ、愛のために』『まぶしい嘘』
- 主なゲスト：林家しん平、長沼里奈、今石洋之、大政絢、福井裕佳梨